# Ревари (округ)
Ревари (англ. Rewari, хинди रेवाडी़ जिला) — округ в индийском штате Харьяна. Административный центр и крупнейший город округа — Ревари. Согласно всеиндийской переписи 2001 года население округа составляло 765 351 человек. Уровень грамотности взрослого населения составлял 63,78 %, что выше среднеиндийского уровня (59,5 %).